# Liga Nacional de Handebol Masculino de 2018
A Liga Nacional 2018 foi a XXII edição do campeonato e conquistada pelo Esporte Clube Pinheiros pelo placar final de 21 x 20, o vice-campeonato ficou com a equipe de Handebol Taubaté. A fase final do campeonato foi realizado no Esporte Clube Pinheiros e teve transmissão da SporTv.
Com esse titulo o Esporte Clube Pinheiros conquista seu oitavo titulo da Liga Nacional de Handebol, igualando a extinta Metodista/São Bernardo como maior vencedora da competição.
Um grande jogador se despediu das quadras na final da Liga, Zeba fez seu ultimo jogo com a conquista do titulo da Liga Nacional.
O terceiro lugar ficou com a equipe de Londrina que venceu a equipe de Handebol São Caetano por 28 x 23.

## Fase Final (Semi final e Final)
Os jogos foram transmitidos pela SporTV.

### Semi Final - 1ª Rodada - 09/11
Esporte Clube Pinheiros 30 x 18 Handebol São Caetano
Handebol Taubaté 37 x 27 Londrina

### Semi Final - 2ª Rodada - 10/11
Esporte Clube Pinheiros 36 x 16 Handebol São Caetano
Handebol Taubaté 29 x 21 Londrina

### Final - 11/11
Esporte Clube Pinheiros 21 x 20 Handebol Taubaté

### 3º e 4º Lugares
Londrina 28 x 23 Handebol São Caetano